# Muhamed Zeqiri
Muhamed Zeqiri (mac. Мухамед Зеќири; ur. 10 marca 1979 w Skopju) – północnomacedoński dziennikarz i polityk pochodzenia albańskiego, działacz sportowy.

## Życiorys
Ukończył studia dziennikarskie na Uniwersytecie Europy Południowo-Wschodniej w Tetowie. W 1997 roku rozpoczął pracę dziennikarza w skopijskiej TV Era.
Podczas konfliktu w Tetowie w 2001 roku pracował jako dziennikarz dla stacji Kanal 5. Po rozwiązaniu konfliktu do 2006 roku pracował jako korespondent dla Radia Wolna Europa, jednocześnie prowadził program Ewrozum (mac. Еврозум) w telewizji Sitel. Następnie był redaktorem naczelnym programu informacyjnego Patot kon (mac. Патот кон), nadawanego w telewizji Alsat, a w latach 2015–2016 był związany z TV Shenja, w której odpowiadał za program polityczny Now pat (mac. Нов пат). Od 2006 do 2010 roku należał do zarządu Stowarzyszenia Dziennikarzy Macedonii.
W latach 2016–2020 zasiadał w Zgromadzeniu Republiki Macedonii Północnej z ramienia Socjaldemokratycznego Związku Macedonii (SDSM). W 2016 roku jako pierwszy Albańczyk objął funkcję wiceprzewodniczącego SDSM, zasiadł także w prezydium tego ugrupowania. Zaangażował się także w działalność sportową; pełnił funkcję członka zarządu Macedońskiego Zarządu Koszykówki oraz prezesa klubu koszykarskiego KB Shkupi.
Deklaruje znajomość języków albańskiego, angielskiego, serbsko-chorwackiego i macedońskiego.

## Życie prywatne
Żonaty, ma dwie córki.